# Кошарій
Кошарій (рум. Coșarii) — село у повіті Тіміш в Румунії. Входить до складу комуни Брестовец.
Село розташоване на відстані 379 км на північний захід від Бухареста, 43 км на північний схід від Тімішоари.

## Населення
За даними перепису населення 2002 року у селі проживала 191 особа, з них 187 осіб (97,9%) румунів. Рідною мовою 190 осіб (99,5%) назвали румунську.